# ادلیتس (اتریش)
ادلیتس (به آلمانی: Edlitz) یک منطقهٔ مسکونی در اتریش است که در ناحیه نوین‌کیرشن واقع شده‌است. ادلیتس ۱٬۰۰۲ نفر جمعیت دارد.